# Félix de La Salle de Rochemaure
Félix de La Salle de Rochemaure (* 3. April 1856 in Aurillac; † 6. Januar 1915 in Nizza) war ein französischer Adeliger, Historiker und Okzitanist.

## Leben und Werk
Louis-Félix de La Salle de Rochemaure wuchs im Château du Doux in Yolet (Département Cantal) im Kontakt mit dem ländlichen Leben und zum okzitanischen Patois auf. Mit neun Jahren verlor er den Vater, 1885 die Mutter, die Reichtum in die Familie gebracht hatte, ein Reichtum, der noch durch seine Frau (aus der Zuckerfabrikantenfamilie Say, heute Konzern Béghin-Say) vermehrt wurde. Die Familie lebte überwiegend im Schloss Clavières in Ayrens (heute Ruine) und besaß noch das Schloss Rochemaure in Lanobre sowie in Paris das Hôtel de La Salle in der Rue de l’Université.
1899 wurde La Salle de Rochemaure von Papst Leo XIII. der Titel eines Herzogs (aus päpstlichem Briefadel) verliehen, weil er sich dank seiner guten Kontakte zu französischen Politikern um das Verhältnis des Vatikans zur Dritten Republik verdient gemacht hatte. Zu seinen Gästen im Cantal gehörten Henri Philippe Marie d’Orléans und Roland Bonaparte. An den Höfen Europas war er ein gern gesehener Gast, so auch bei Wilhelm II.
Der Herzog veröffentlichte in okzitanischer Sprache und forschte historisch über die Trobadors seiner Heimat sowie über den aus dem Cantal stammenden Papst Sylvester II. Auf Bitten von Arsène Vermenouze engagierte er sich in der okzitanischen Bewegung des Félibrige, folgte Vermenouze als Präsident der École Auvergnate und gründete als deren Organ die Zeitschrift La Veillée d’Auvergne (1909–1914). 1909 wurde er zum Majoral (Akademiemitglied) des Félibrige auf den Sitz Cigalo de Camargo gewählt.
Seine Grablege befindet sich in der Schlosskapelle von Yolet.

## Werke (Auswahl)
- Impressions d'Espagne et de Portugal février-mars 1905. Aurillac 1905.
- Troubadours et musiciens de Haute-Auvergne. In: Chansons d'Auvergne. Nouvelles séries. I. Sapins et bruyères. Hrsg. Marius Versepuy. Heugel, Paris 1907.
- Esquisses rhénanes. Aurillac 1907.
- Récits carladéziens, dialecte du Carladez. Aurillac 1907 (Vorwort von Arsène Vermenouze). Bernard Belaigues, Aurillac 2020. (zweisprachig)
- Une visite à Mistral, Maillane, septembre 1907. Texte cantalien et traduction française. Aurillac 1908.
- Du Danube à la Sprée, profils hongrois, silhouettes germaniques. Aurillac 1909.
- Régionalisme auvergnat, conférence donnée à la Faculté des lettres de l'Académie de Clermont-Ferrand, le 23 janvier 1909. Aurillac 1909.
- A la mémoire de Jean-Arsène Vermenouze, majoral du Felibrige. Aurillac 1910. (zweisprachig)
- Les troubadours cantaliens. Teilherausgeber René Lavaud. 2 Bde. Aurillac 1910. Slatkine, Genf 1977.
- Régionalisme et félibrige. Aurillac 1911.
- Causeries. Aurillac 1914. (La femme. L'Auvergne littéraire gallo-romaine. La renaissance poétique médiévale. L'esprit d'initiative au Comtat venaissin. Fêtes du centenaire à Salers d'Ernest Tissandier d'Escous. Les origines de l'art. La vertu en Auvergne)
- Gerbert, Silvestre II, le savant, le "faiseur de rois", le pontife. Emile-Paul, Paris 1914.